# أندي براينت
أندي براينت (بالإنجليزية: Andy Bryant)‏ هو رائد أعمال أمريكي، ولد في 1950 في إنديبندنس في الولايات المتحدة.